# Borys (Skworcow)
Borys, imię świeckie: Boris Gawriłowicz Skworcow, ros. Борис Гаврилович Скворцов (ur. 18 września?/30 września 1895 w Strieszniewie, zm. 11 sierpnia 1972 w Riazaniu) – rosyjski biskup prawosławny.

## Życiorys
Był synem kapłana prawosławnego, matkę stracił we wczesnym dzieciństwie. Po ukończeniu w 1917 r. seminarium duchownego w Riazaniu ożenił się i 8 września przyjął święcenia kapłańskie z rąk biskupa michajłowskiego Pawła. Służył w cerkwi Świętych Borysa i Gleba w Riazaniu. W 1925 r. został aresztowany pod zarzutem prowadzenia działalności kontrrewolucyjnej razem z arcybiskupem riazańskim Borysem, biskupem pomocniczym Glebem i członkami kancelarii eparchialnej. Ostatecznie został uniewinniony.
W 1929 r., po zamknięciu przez władze radzieckie wszystkich cerkwi w obrębie Kremla riazańskiego, uzyskał zezwolenie na nadanie cerkwi Świętych Borysa i Gleba rangi soboru, w którym mógł służyć arcybiskup riazański Juwenaliusz. Mimo wydanej zgody, przez kilka miesięcy na przełomie lat 1929 i 1930 obiekt był odebrany parafii prawosławnej i zaadaptowany na magazyn zbożowy. W 1930 r. budynek przywrócono do użytku liturgicznego, zaś ks. Skworcow otrzymał godność protoprezbitera. W 1935 r. sobór Świętych Borysa i Gleba został zamknięty; duchowny został wówczas proboszczem ostatniej czynnej cerkwi w Riazaniu – cerkwi Ikony Matki Bożej „Wszystkich Strapionych Radość”.
Za swoją działalność w czasie II wojny światowej został odznaczony Medalem „Za ofiarną pracę w Wielkiej Wojnie Ojczyźnianej 1941–1945”. W 1946 r. władze radzieckie zwróciły wiernym sobór Świętych Borysa i Gleba. Pod kierunkiem ks. Skworcowa przeprowadzony został jego remont, w tym wykonanie nowych, wzorowanych na XVI–XVII-wiecznych, fresków. W roku 1951 był jednym z delegatów Rosyjskiego Kościoła Prawosławnego na III Wszechzwiązkową Konferencję Obrońców Pokoju w Moskwie.
16 lutego 1965 r. ks. Skworcow złożył wieczyste śluby mnisze (jego żona zmarła wiele lat wcześniej), zachowując dotychczasowe imię. Cztery dni później otrzymał godność archimandryty, zaś 21 lutego tego samego roku w soborze w Riazaniu przyjął chirotonię biskupią (obrzędowi przewodniczył metropolita leningradzki i ładoski Nikodem) z tytułem biskupa riazańskiego i kasimowskiego. Jako biskup działał na rzecz ponownego otwierania zamkniętych świątyń i niedopuszczenia do zamykania kolejnych, jak również odbierania Cerkwi elementów cennego wyposażenia obiektów sakralnych, zwłaszcza zabytkowych ikon.
Zmarł w 1972 r. i został pochowany na cmentarzu przy cerkwi Ikony Matki Bożej „Wszystkich Strapionych Radość” w Riazaniu.